# マヌエル・カルドーゾピント
マヌエル・カルドーゾピント（Manuel Cardoso Pinto、1998年4月7日 - ）は、ラグビー・ヨーロッパ・スーパーカップ、ルシタノスXVに所属するラグビーユニオン選手。

## プロフィール
- ポルトガル出身[1]。
- ポジションはフルバック(FB)。
- 身長 181cm、体重 78kg
- U20ポルトガル代表に選ばれたことがある[2]。
- ポルトガル代表キャップは40（2024年12月現在）でラグビーワールドカップ2023のポルトガル代表に選ばれた[3]。

## 略歴
アエイス・アグロノミア、RCディオク、アエイス・アグロノミア、RCナルボンヌ、アエイス・アグロノミアを経て、2022年、ルシタノスXVに加入。